# Вклонися дню, що настав
«Вклонися дню, що настав» («Խոնարհվիր վաղվա օրվան») — радянський телефільм 1977 року, знятий режисером Віленом Захаряном на Єреванському телебаченні.

## Сюжет
Фільм розповідає про взаємини старшого і молодшого поколінь, про традиції, завдяки яким день, що наступає, виявляється гідним минулого.

## У ролях
- Армен Айвазян — Артавазд
- Гегам Арутюнян — Гаре
- Азат Шеренц — Макарі
- Лаура Вартанян — Егіне
- Фрунзе Довлатян — професор
- Аліса Капланджян — Гаяне
- Едгар Елбакян — Арамян
- Гарнік Аразян — Жирайр
- Євгенія Геворкян — Арусь
- Каріне Григорян — Єрануї
- В'ячеслав Ангаров — Арутюн
- Нонна Петросян — медсестра
- Аветіс Оганян — епізод
- Армен Елбакян — епізод
- Ашот Адамян — епізод
- З. Абрагамян — епізод
- Річард Тоноян — епізод
- Євгенія Манвелян — мама Жирайра
- Мартин Погосян — епізод
- А. Багдасарян — епізод
- Емма Петросян — епізод
- Арарат Барсегян — епізод
- Н. Саркісян — епізод
- Лідія Закарян — епізод
- С. Азізян — епізод
- А. Постанджян — епізод
- Арсен Багратуні — епізод

## Знімальна група
- Режисер — Вілен Захарян
- Сценарист — Оганес Мелконян
- Оператор — Едмонд Акопян
- Композитор — Олександр Аджемян
- Художник — Рафаель Бабаян